# Єрінгтон (Невада)
Єрінгтон (англ. Yerington) — місто (англ. city) в США, у окрузі Лайон штату Невада. Населення — 3121 особа (2020).

## Географія
Єрінгтон розташований за координатами 38°59′34″ пн. ш. 119°9′47″ зх. д. / 38.99278° пн. ш. 119.16306° зх. д. (38.992876, -119.163145).  За даними Бюро перепису населення США в 2010 році місто мало площу 22,27 км², уся площа — суходіл. В 2017 році площа становила 76,32 км², уся площа — суходіл.

### Клімат
| Клімат : Єрінгтон       | Клімат : Єрінгтон | Клімат : Єрінгтон | Клімат : Єрінгтон | Клімат : Єрінгтон | Клімат : Єрінгтон | Клімат : Єрінгтон | Клімат : Єрінгтон | Клімат : Єрінгтон | Клімат : Єрінгтон | Клімат : Єрінгтон | Клімат : Єрінгтон | Клімат : Єрінгтон | Клімат : Єрінгтон |
| Показник                | Січ.              | Лют.              | Бер.              | Квіт.             | Трав.             | Черв.             | Лип.              | Серп.             | Вер.              | Жовт.             | Лист.             | Груд.             | Рік               |
| Абсолютний максимум, °C | 22,2              | 24,4              | 28,9              | 33,3              | 37,8              | 38,9              | 41,7              | 41,1              | 37,8              | 33,9              | 26,7              | 23,3              | 41,7              |
| Середній максимум, °C   | 7,8               | 11,7              | 15,5              | 19,3              | 23,9              | 29,2              | 33,3              | 32,5              | 27,9              | 21,3              | 13,2              | 8,3               | 20,3              |
| Середній мінімум, °C    | −6,2              | −3,7              | −0,8              | 1,9               | 6,1               | 10,1              | 13,0              | 12,1              | 7,9               | 2,4               | −3,1              | −6,9              | 2,7               |
| Абсолютний мінімум, °C  | −32,2             | −30,6             | −18,9             | −15               | −9,4              | −3,3              | −1,1              | −3,3              | −7,2              | −15               | −20,6             | −28,9             | −32,2             |
| Норма опадів, мм        | 12                | 14                | 15                | 9                 | 19                | 13                | 7                 | 9                 | 7                 | 10                | 9                 | 9                 | 133               |
| Днів з опадами          | 4,0               | 4,2               | 4,1               | 2,6               | 3,8               | 2,8               | 1,9               | 1,9               | 2,2               | 2,8               | 3,3               | 3,5               | 37,1              |
| Днів зі снігом          | 0,7               | 0,5               | 0,4               | 0,0               | 0,0               | 0,0               | 0,0               | 0,0               | 0,0               | 0,1               | 0,3               | 0,2               | 2,2               |
| ----------------------- | ----------------- | ----------------- | ----------------- | ----------------- | ----------------- | ----------------- | ----------------- | ----------------- | ----------------- | ----------------- | ----------------- | ----------------- | ----------------- |
| Джерело: NOAA           |                   |                   |                   |                   |                   |                   |                   |                   |                   |                   |                   |                   |                   |

## Демографія
Згідно з переписом 2010 року, у місті мешкало 3048 осіб у 1302 домогосподарствах у складі 747 родин. Густота населення становила 137 осіб/км².  Було 1507 помешкань (68/км²).
Расовий склад населення:
| - 80,2 % — білих - 6,8 % — корінних американців - 0,6 % — чорних або афроамериканців - 0,6 % — азіатів - 8,9 % — осіб інших рас |

До двох чи більше рас належало 3,0 %. Частка іспаномовних становила 18,8 % від усіх жителів.
За віковим діапазоном населення розподілялося таким чином: 22,6 % — особи молодші 18 років, 52,6 % — особи у віці 18—64 років, 24,8 % — особи у віці 65 років та старші. Медіана віку мешканця становила 44,4 року. На 100 осіб жіночої статі у місті припадало 90,1 чоловіків;  на 100 жінок у віці від 18 років та старших — 89,1 чоловіків також старших 18 років.
Середній дохід на одне домашнє господарство  становив 46 161 долар США (медіана — 44 792), а середній дохід на одну сім'ю — 55 842 долари (медіана — 47 716). За межею бідності перебувало 18,7 % осіб, у тому числі 24,1 % дітей у віці до 18 років та 2,7 % осіб у віці 65 років та старших.
Цивільне працевлаштоване населення становило 1044 особи. Основні галузі зайнятості: освіта, охорона здоров'я та соціальна допомога — 23,9 %, сільське господарство, лісництво, риболовля — 18,2 %, мистецтво, розваги та відпочинок — 17,0 %.